# Liverpool (Illinois)
Liverpool – wieś w Stanach Zjednoczonych, w stanie Illinois, w hrabstwie Fulton.